# Vincent Landay
Vincent Landay est un producteur de cinéma canadien, né à Sault-Sainte-Marie (Ontario).

## Biographie
Il fait des études de théâtre à l'Université de Californie à Los Angeles, dont il sort diplômé en 1986.
Entre 1990 et 2001, il travaille chez Propaganda Films, puis pour MJZ jusqu'en 2012. Depuis début 2013, il est producteur indépendant.

## Filmographie
- 1999 : Dans la peau de John Malkovich de Spike Jonze
- 2002 : Adaptation de Spike Jonze
- 2009 : Max et les Maximonstres de Spike Jonze
- 2013 : Her de Spike Jonze

## Nominations
- Oscars du cinéma 2014 : Oscar du meilleur film pour Her